# Park Narodowy Dr. José Gregorio Hernández
Park Narodowy Dr. José Gregorio Hernández (Ramal de Calderas) (hiszp. Parque nacional Dr. José Gregorio Hernández) – park narodowy w północnej części Wenezueli położony w stanach Barinas, Mérida i Trujillo. Został utworzony 1 sierpnia 2021 roku i zajmuje obszar 505,55 km². Na południowy zachód od niego znajduje się Park Narodowy Sierra Nevada, a północny wschód Park Narodowy Guaramacal.

## Opis
Park znajduje się w północno-wschodniej części pasma górskiego Sierra Nevada de Mérida (jedno z pasm Cordillera de Mérida) w dorzeczach rzek Santo Domingo i Calderas, na wysokościach powyżej 2000 m n.p.m. Obejmuje fragment pomnika przyrody Teta de Niquitao-Guirigay (masyw o wysokości 4006 m n.p.m.) i łączy Park Narodowy Sierra Nevada z Parkiem Narodowym Guaramacal. Niżej położoną część parku pokrywa tropikalny wilgotny las górski. Wyżej występuje las mglisty i paramo.

## Fauna
Jednym z głównych powodów powstania parku była ochrona narażonego na wyginięcie (VU) andoniedźwiedzia okularowego. Znajduje się tu największe skupisko tego ssaka w Wenezueli. Oprócz niego w parku odnotowano 73 inne gatunki ssaków (7 rzędów, 21 rodzin i 58 rodzajów). Występują tu narażone na wyginięcie (VU) skrytouszka meridańska i mazama karłowata, a także m.in.: andowiak szykowny, wełnianek uszaty, drzeworyżak żółty, podchmurnik wielkouchy, wydrak długoogonowy, igłozwierz oszroniony, karłomysz leśna, krabojadek srebrnobrzuchy, oposik północny, oposik wenezuelski, oposowiec nagoogonowy, majkong krabożerny, leniwiec pstry, skunksowiec pasiasty, ostronosek górski, kinkażu żółty, pakożer leśny, nektarolot pomarańczowy, puma płowa i ocelot wielki.